# TVT (텔레비전 채널)
TVT(The Very TV 더 베리 티브이[*])는 2008년부터 2010년까지 존재한 CJ미디어(현 CJ E&M 방송사업부문)의 종합 영화 오락 채널이다.

## 개요
2008년 7월 15일에 스카이라이프를 통해 송출을 시작하면서 개국하였다. 당초 2008년 1월 1일에 TvN이 스카이라이프를 통한 송출을 중단하는 것에 대비하기 위해 CJ미디어가 이를 대체하고자 준비하였으나, 한국디지털위성방송(현재의 KT스카이라이프)이 이를 거부하고 대체 프로그램을 방송하면서 시청자들에게 공급을 하지 못했다.
이후 2008년 6월 7일에 TVN이 스카이라이프를 통한 송출을 재개하자, CJ미디어는 TVT를 유료 방송에서 24시간 HD 영상으로 방송하는 종합 영화 오락 채널로 육성하기로 하였다. 한 달 뒤에는 CJ헬로비전의 헬로TV를 통하여, 일주일 뒤에는 스카이라이프를 통하여 송출하기 시작하였다.
TVN의 HD 제작 프로그램과 CJ미디어가 방영권을 보유한 일부 HD 제작 영화로만 방송을 편성하였다. 하지만, 2010년 4월 1일에 스카이라이프에서의 송출이 중단됨에 따라 폐국하였다.